# جورجيا إليس
جورجيا إليس (بالإنجليزية: Georgia Ellis)‏ هي ممثلة أمريكية، ولدت في 12 مارس 1917 في فينتورا في الولايات المتحدة، وتوفيت في 30 مارس 1988 في وودلاند هيلز، كاليفورنيا في الولايات المتحدة.

## وصلات خارجية
- جورجيا إليس على موقع IMDb (الإنجليزية)
- جورجيا إليس على موقع ميوزك برينز (الإنجليزية)
- جورجيا إليس على موقع قاعدة بيانات الفيلم (الإنجليزية)